# La Godivèla
La Godivelle és un municipi francès situat al departament del Puèi Domat i a la regió d'Alvèrnia-Roine-Alps. L'any 2007 tenia 22 habitants.

## Demografia

### Població
El 2007 la població de fet de La Godivelle era de 22 persones. Hi havia 8 famílies de les quals 4 eren unipersonals (4 homes vivint sols) i 4 famílies monoparentals amb fills.
La població ha evolucionat segons el següent gràfic:
Habitants censats

### Habitatges
El 2007 hi havia 46 habitatges, 11 eren l'habitatge principal de la família, 33 eren segones residències i 2 estaven desocupats. 44 eren cases i 1 era un apartament. Dels 11 habitatges principals, 8 estaven ocupats pels seus propietaris i 3 estaven llogats i ocupats pels llogaters; 3 tenien dues cambres, 3 en tenien tres i 5 en tenien cinc o més. 7 habitatges disposaven pel capbaix d'una plaça de pàrquing. A 5 habitatges hi havia un automòbil i a 4 n'hi havia dos o més.

### Piràmide de població
La piràmide de població per edats i sexe el 2009 era:
| Homes | Edats   | Dones |
| ----- | ------- | ----- |
| 0     | 95 o +  | 0     |
| 0     | 90 a 94 | 0     |
| 0     | 85 a 89 | 0     |
| 4     | 80 a 84 | 0     |
| 0     | 75 a 79 | 0     |
| 0     | 70 a 74 | 4     |
| 4     | 65 a 69 | 8     |
| 0     | 60 a 64 | 0     |
| 0     | 55 a 59 | 0     |
| 0     | 50 a 54 | 0     |
| 4     | 45 a 49 | 0     |
| 8     | 40 a 44 | 0     |
| 0     | 35 a 39 | 0     |
| 4     | 30 a 34 | 4     |
| 0     | 25 a 29 | 0     |
| 0     | 20 a 24 | 0     |
| 0     | 15 a 19 | 0     |
| 0     | 10 a 14 | 0     |
| 0     | 5 a 9   | 0     |
| 0     | 0 a 4   | 0     |

## Economia
El 2007 la població en edat de treballar era d'11 persones, 9 eren actives i 2 eren inactives. Les 9 persones actives estaven ocupades(6 homes i 3 dones).. De les 2 persones inactives 1 estava estudiant i 1 estava classificada com a «altres inactius».
Activitats econòmiques
Dels 3 establiments que hi havia el 2007, 1 era d'una empresa d'hostatgeria i restauració, 1 d'una empresa financera i 1 d'una empresa immobiliària.
L'any 2000 a La Godivelle hi havia 8 explotacions agrícoles que ocupaven un total de 752 hectàrees.

## Poblacions més properes
El següent diagrama mostra les poblacions més properes.